# علی‌اصغر مونسان
علی اصغر مونسان (زادهٔ ۱۳۴۹) وزیر سابق میراث فرهنگی،  گردشگری و صنایع دستی جمهوری اسلامی ایران بود. او همچنین آخرین رئیس سازمان میراث فرهنگی، صنایع دستی و گردشگری پیش از انحلال آن بود. او پیش از آن عضو هیئت‌مدیره و مدیرعامل سازمان منطقه آزاد کیش بوده است.وی همچنین عضو هیئت رئیسه فدراسیون والیبال ایران است.

## وزارت میراث فرهنگی، گردشگری و صنایع دستی دولت دوازدهم
حسن روحانی رئیس‌جمهور وقت ایران در ۳۰ مرداد ۱۳۹۸ در حکمی علی‌اصغر مونسان را به سرپرستی وزارت تازه تأسیس میراث فرهنگی، گردشگری و صنایع دستی منصوب کرد. وی در ۱۲ شهریور ۱۳۹۸ با ۱۶۳ رأی موافق، ۸۷ رأی مخالف و ۵ رأی ممتنع از ۲۵۵ رأی اخذ شده از سوی مجلس شورای اسلامی رأی اعتماد گرفت.

## تولد و تحصیلات
مونسان در سال ۱۳۴۹ در تهران به دنیا آمد و کارشناسی خود را در رشته عمران در دانشگاه صنعتی شریف و در مقطع کارشناسی ارشد مدیریت ساخت، دانشگاه صنعتی امیرکبیر به پایان برد او همچنین مدرک کارشناسی ارشد مدیریت بازرگانی از سازمان مدیریت صنعتی دریافت کرده است. مونسان در حال حاضر دکترای مهندسی عمران، از دانشگاه صنعتی شریف می‌باشد.
او همچنین عضو هیئت علمی دانشگاه می‌باشد.

## سوابق
مونسان فعالیت خود را از سال ۱۳۷۲ هجری‌شمسی از بخش خصوصی شروع کرده و در اسکله شهید رجایی فعالیت می‌کرده است. وی در مقطعی در بنیاد مستضعفان و همچنین در پارس جنوبی نیز فعال بوده است؛ و سپس در دوران دوره محمدباقر قالیباف مدیرعامل سازمان مهندسی و عمران شهر تهران شد؛ او پس از مدتی مسوولیت معاونت امور اجتماعی فرهنگی شهرداری تهران را نیز برعهده گرفت، و سپس به کیش فرستاده‌شده و مدیرعامل منطقه آزاد کیش شد. عضویت هیئت مدیره و معاونت اجرایی شرکت هریس (ستاد اجرایی فرمان امام ره) نیز از جمله کارهای وی می‌باشد.

### افتخارات
در سال ۱۳۹۵ بر اساس آراء علی اصغر مونسان به عنوان چهره سال صنعت ساختمان در گروه «مدیران دولتی» انتخاب شد. او همچنین در سال ۱۳۹۱ به عنوان مدیر نمونه شهرداری تهران نیز انتخاب شده بود.

### گرایش سیاسی
بنا به گزارش‌ها او از افراد نزدیک به حسن روحانی بوده و ارتباط زیادی نیز با جریان اصلاح‌طلب دارد.

### سمت‌های اجرایی
علی اصغر مونسان مونسان سمت‌های اجرایی را از سطوح اولیه یعنی حضور در کارگاه‌ها آغاز کرده و سپس به ریاست کارگاه و مدیریت پروژه‌ها و پذیرش مسئولیت‌های اجرایی در سازمان‌ها و ارگان‌های مختلف انتخاب شد که از جمله می‌توان به: معاون اجرایی شرکت مانا (سازمان گسترش و نوسازی صنایع ایران)، عضویت هیئت مدیره و معاون اجرایی شرکت دی (بنیاد مستضعفان)، مسئولیت‌های اجرایی در فاز اول منطقه پارس جنوبی (پالایشگاه پارس جنوبی) و منطقه ویژه اقتصادی انرژی پارس، همچنین عضو هیئت مدیره و معاون فنی و اجرایی شرکت هریس مهندس عضو هیئت مدیره و مدیرعامل شرکت آتی ساز (بنیاد مستضعفان) اشاره کرد.
علی اصغر مونسان ابتدا مدیرعامل سازمان فنی- مهندسی شهرداری تهران بوده و سپس به شرکت توسعه فضاهای فرهنگی تهران منتقل گشت.
او پس از مدتی مسوولیت معاونت امور اجتماعی فرهنگی شهرداری تهران را برعهده گرفت. مدیر عامل سازمان مهندسی و عمران شهر تهران بر عهده داشت. مونسان در سال ۱۳۹۱ مدیر نمونه شهرداری تهران انتخاب شد و همچنین
مونسان در دولت دوم حسن روحانی به سمت معاون رئیس‌جمهور و رئیس سازمان میراث فرهنگی صنایع دستی و گردشگری منصوب شد.
او همچنین در اردیبهشت ماه ۱۳۹۷ به عضویت شورای عالی جمعیت هلال احمر جمهوری اسلامی ایران نیز درآمد.

### فعالیت‌های در شهرداری تهران
علی اصغر مونسان ابتدا مدیرعامل سازمان فنی- مهندسی شهرداری تهران بوده و سپس به شرکت توسعه فضاهای فرهنگی تهران منتقل گشت. او پس از مدتی مسوولیت معاونت امور اجتماعی فرهنگی شهرداری تهران را برعهده گرفت و مدیریت عامل سازمان مهندسی و عمران شهر تهران بر عهده داشت و در سال ۱۳۹۱ مدیر نمونه شهرداری تهران انتخاب شد.
مونسان با حکم وزیر ورزش دولت یازدهم در سال ۱۳۹۳ به سمت عضو هیئت مدیره باشگاه پرسپولیس انتخاب شد.

### فعالیت‌ها در منطقه آزاد کیش
پس از انتصاب مونسان به سمت ریاست منطقه آزاد کیش برخی از افراد مونسان را خواهرزاده روحانی معرفی کردند. که در این رابطه روابط عمومی منطقه آزاد کیش چنین ادعاهایی را تکذیب کرد. مونسان مدعی است که در فعالیت‌هایش در منطقه آزاد کیش اولین نفری است که به دلیل برنامه جامع اقدام مشترک توانسته است هواپیما به ایران واردات کند:
"بعد برجام من دو ایرباس ۳۲۱ مدل ۲۰۰۷ و ۲۰۰۸ اقساطی برای این ایرلاین (کیش ایر که متعلق به منطقه آزاد کیش) گرفتم که الان جزء بهترین هواپیماهای کشور هستند."

### سرپرست وزارت میراث فرهنگی
در ۳۰ ام مرداد ۱۳۹۸ و طی حکمی حسن روحانی، رئیس‌جمهور وقت ایران، علی اصغر مونسان را به سمت سرپرستی وزارت تازه تأسیس میراث فرهنگی و گردشگری منصوب کرد.
از جمله اقدامات وی در زمینه وضعیت حوزه میراث فرهنگی واگذاریِ میراثِ فرهنگیِ زیر سطح یک به اشخاص و به منظور سرمایه‌گذاری است تا از آن کسب و کار و اشتغالزایی کنند.

### انتصاب در هیئت مدیره باشگاه پرسپولیس
علی‌اصغر مونسان با حکم وزیر ورزش دولت یازدهم در سال ۱۳۹۳ به سمت عضو هیئت مدیره باشگاه پرسپولیس نیز انتخاب شد.

## مقالات
- توسعه گردشگری خارجی را از کجا شروع کنیم؟ (روزنامه شرق، شماره ۲۶۱۴ - چهارشنبه ۲ تیر ۱۳۹۵)
- مناطق آزاد دروازه‌های امن ورود به تجارت آزاد (روزنامه ایران، شماره ۶۲۴۲ - دوشنبه ۳۱ خرداد ۱۳۹۵)
- مجلس، اقتصاد، مناطق آزاد (روزنامه ایران، شماره ۶۱۵۹ - چهارشنبه ۵ اسفند ۱۳۹۴)
- همت و عزم ملی برای جذب سرمایه (روزنامه شرق، شماره ۲۳۸۷ - چهارشنبه ۱۱ شهریور ۱۳۹۴)
- آینده صنعت نفت عراق و سیاستهای صنعتی این کشور در بخش انرژی و تغییر جایگاه عراق در اوپک